# Neftçala (ville)
Neftçala est une ville d'Azerbaïdjan, capitale du raion du même nom.

## Économie
- écloserie expérimentale d'œufs d'esturgeon : début de production de caviar.